# Univers

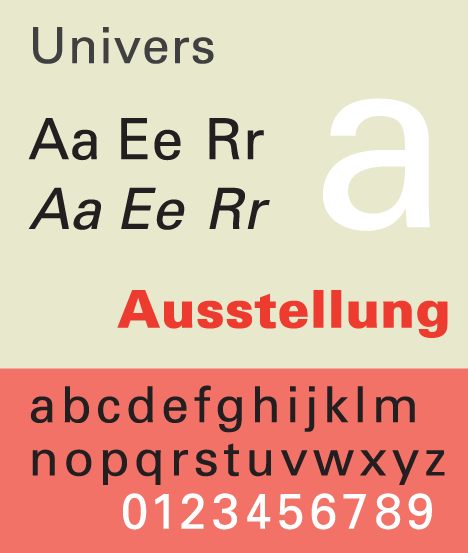

Univers är ett sans serif-typsnitt som skapades av Adrian Frutiger 1950-1956. Det släpptes på marknaden av Deberny & Peignot 1957. Typsnittet ses som sakligt med en sval elegans och har fördelen att det även är lättläst på större avstånd. 
Univers är tillsammans med Helvetica antagligen det mest använda typsnittet från den schweiziska typografin. Det var mycket populärt under 1960- och 1970-talet och är även idag ett av de mest använda sans serif-typsnitten. Univers har bland annat används vid de olympiska spelen i München 1972 och inom företagsvärlden av Audi, Deutsche Bank och Apple. 
Det är i sina olika versioner uppdelat genom olika siffror: den normala (regular) varianten heter till exempel Univers 55. 
1997 släppte Adrian Frutiger tillsammans med Linotype GmbH en omarbetad version av Univers-familjen under namnet Linotype Univers.